# Claude Allard
Pour les articles homonymes, voir Allard.
Claude Allard est un prêtre et écrivain français, né à Laval au commencement du XVIIe siècle et mort le 4 juillet 1672.

## Biographie
Après de solides études au collège de la Flèche et à Paris, il est précepteur du prince de Talmont et du comte de Laval. 
Il aurait été pendant quelque temps d'après Ansart, directeur des religieuses de l'Abbaye Sainte-Croix de Poitiers. Pourvu d'abord d'une chapelle de Balazé, il permute avec Claude de Mesme, chantre de Saint-Tugal de Laval, le 20 novembre 1636.
Le duc de la Trémoille, seigneur de Laval, l'envoie à Rome et à Venise pour son service : désirant néanmoins que les sept messes de sa charge à Saint-Tugal fussent acquittées, on arrêta qu'à l'avenir cinq seraient dites au château et les deux autres à la prison. 
Claude Allard travailla beaucoup à mettre de l'ordre dans les archives du trésor du chapitre de Saint-Tugal. 
On a la preuve qu'il effectue des recherches historiques dans le chartrier du chapitre. Il compose un livre : Le miroir des Ames religieuses.... Il meurt  à Laval, le 4 juillet 1672, et est enterré le lendemain. Fevret de Fontette attribue par erreur au même auteur l'ouvrage suivant : Crayon des grandeurs de Saint-Antoine de Viennois Paris, 1653, in-12.

## Publications
- Le Miroir des ames religieuses, ou la Vie de très haute et très religieuse princesse, Madame Charlotte Flandrine de Nassau, très digne abbesse du monastère de Sainte-Croix de Poitiers. Poitiers, Thoreau, 1653, in-4. Ce livre divisé en 6 parties, est un éloge outré de l'abbesse de Sainte-Croix, fille de Guillaume Ier d'Orange-Nassau, prince d'Orange, et de Charlotte de Montpensier, morte à Poitiers le 10 avril 1640. Il le composa sur les notes qui lui avaient été envoyées par les religieuses de Sainte-Croix, ce qui a permis de supposer qu'il avait été leur directeur avant d'être chantre de Saint-Tugal.

## Source
« Claude Allard », dans Alphonse-Victor Angot et Ferdinand Gaugain, Dictionnaire historique, topographique et biographique de la Mayenne, Laval, A. Goupil, 1900-1910 [détail des éditions] (BNF 34106789, présentation en ligne)
- Barthélemy Hauréau, Histoire litteraire du Maine, volume 1